# Purmer

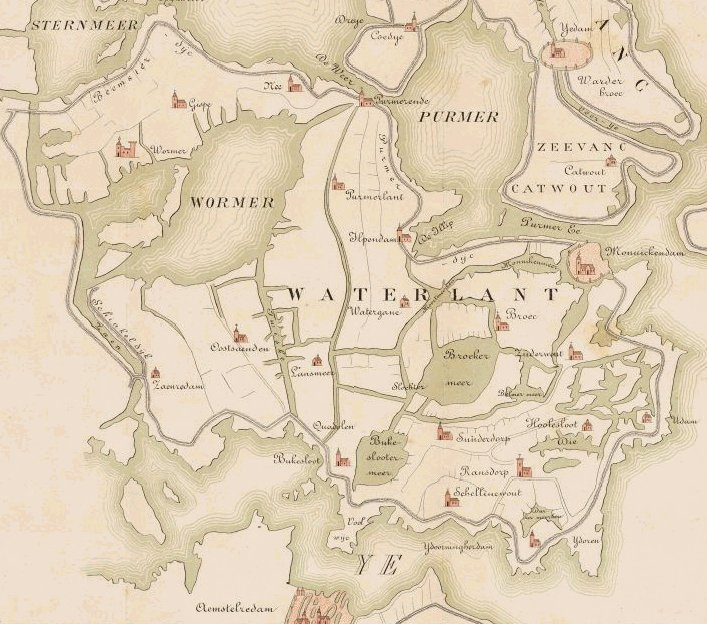
Waterland met de binnenzee de Purmer in 1288

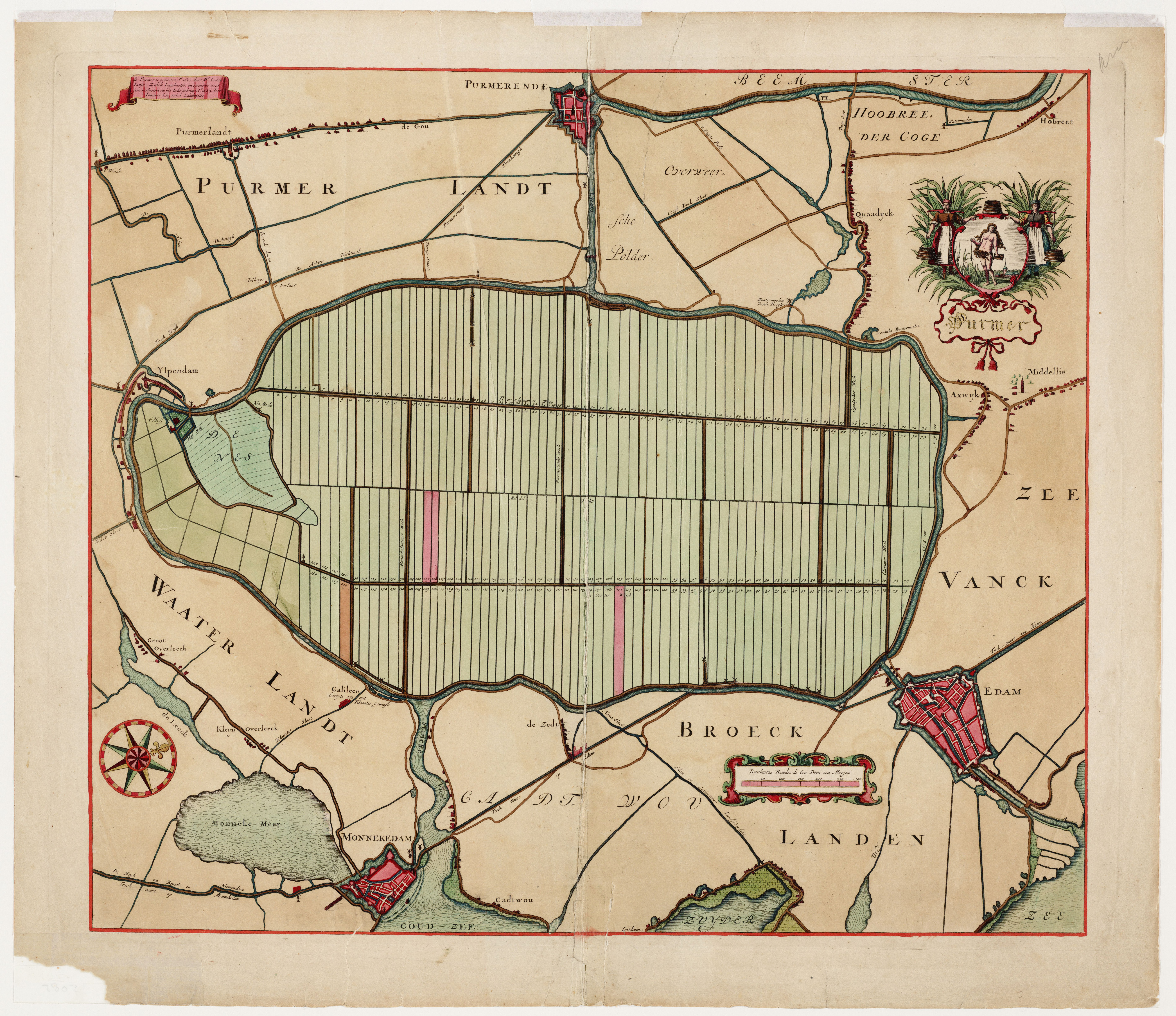
Kaart uit 1683 van de Purmerpolder door L.J. Sinck. Het noorden is rechts op de kaart.

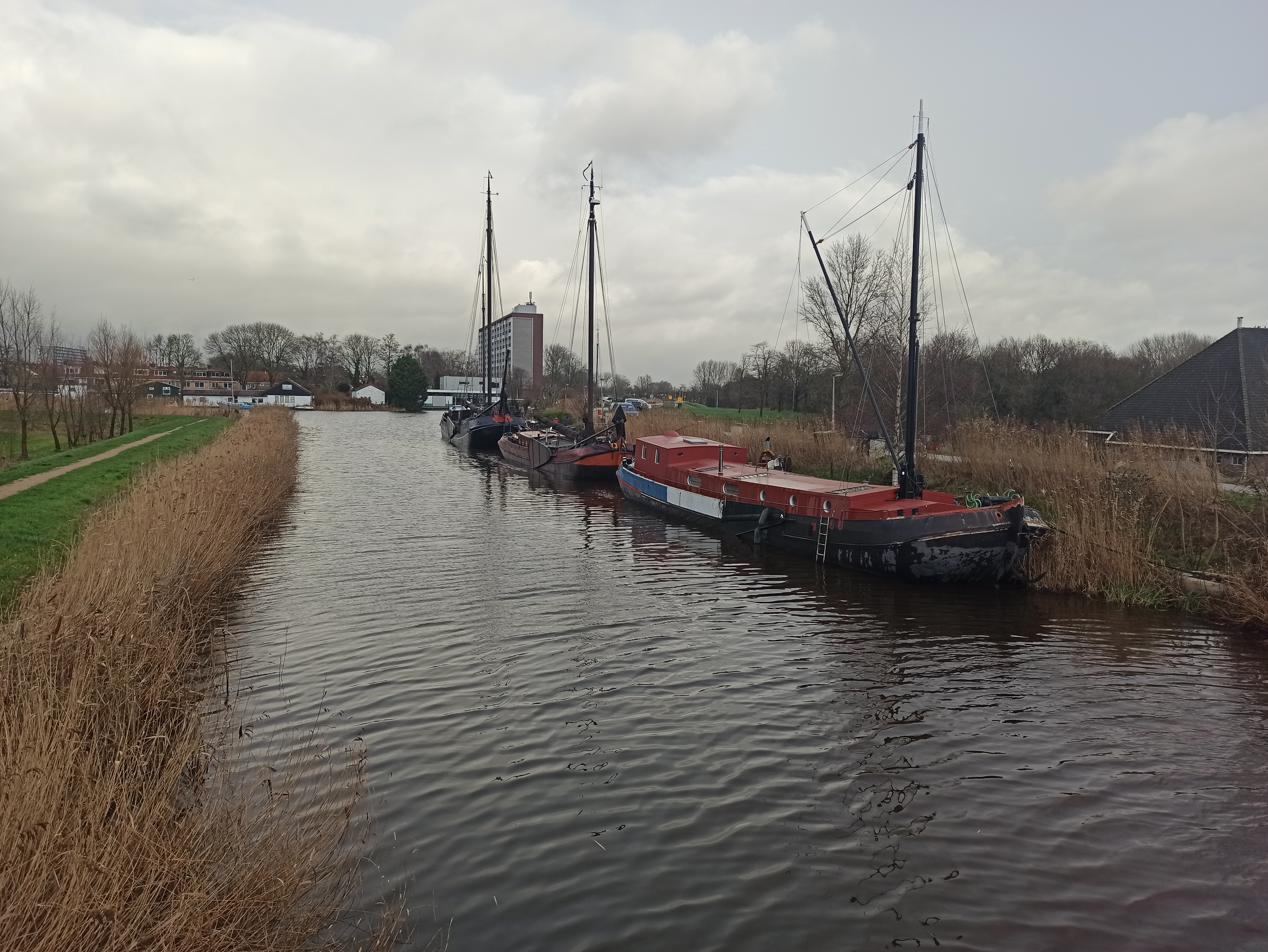
De Purmerringvaart in Purmerend met rechts de Purmer

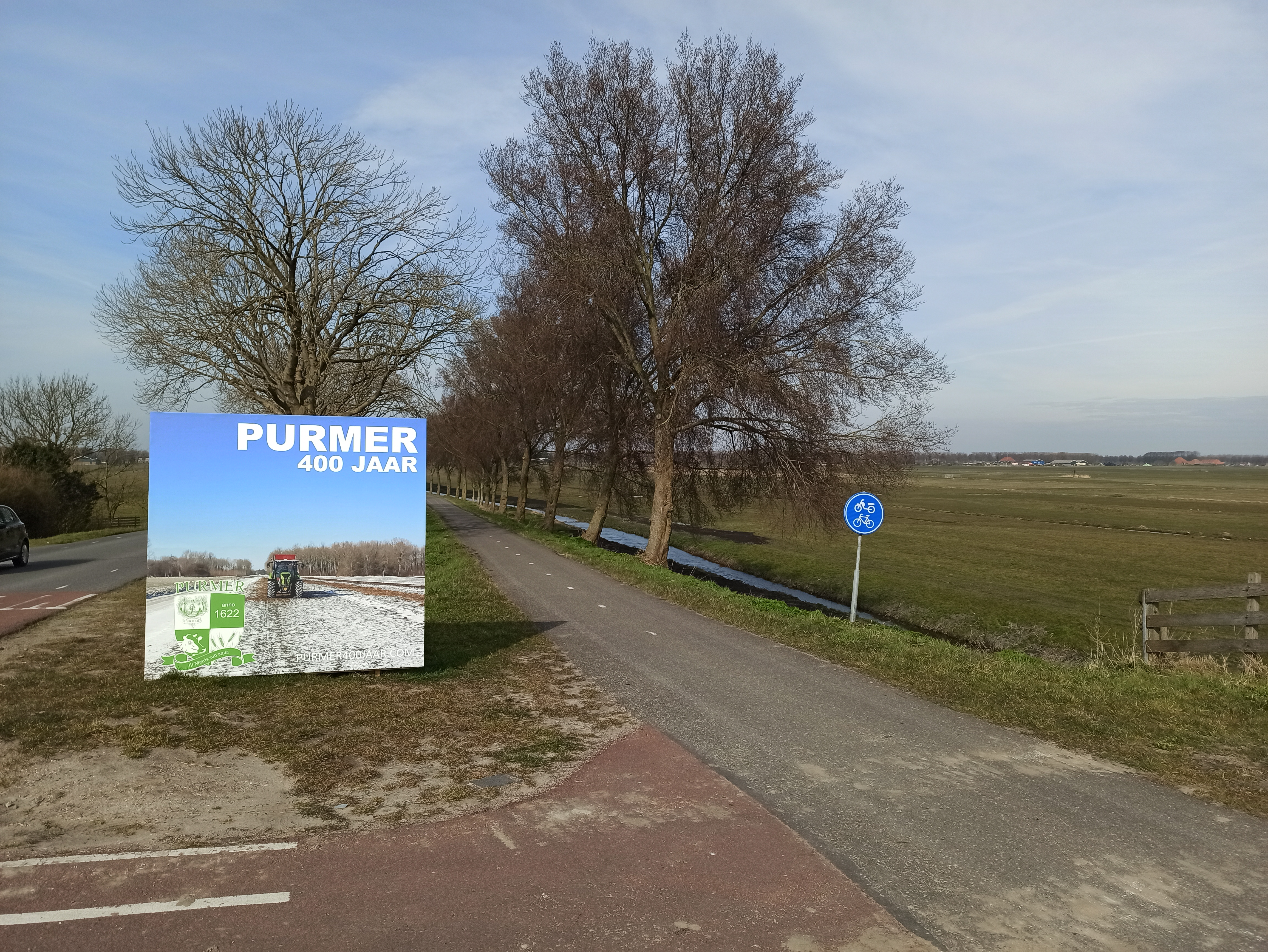
In 2022 is de Purmer 400 jaar droog. Het begin van de Monnickendammerweg.

De Purmer is een polder, voormalige binnenzee in de Nederlandse provincie Noord-Holland. De polder omvat een deel van Purmerend en verder het buitengebied tussen Purmerend, Edam, Zedde, Overleek (nabij Monnickendam) en Ilpendam.
De Purmer is verdeeld tussen de gemeenten Purmerend, Edam-Volendam en Waterland.

## Geschiedenis
Voor de inpoldering maakte de Purmer deel uit van een aantal bijzondere binnenzeeën in de provincie Noord-Holland, samen met de Schermer en de Beemster. Het waren namelijk meren die in open verbinding met zee stonden. Er was dus ook zout water en eb en vloed. De Purmer had een verbinding (de Purmer Ee)
met de Zuiderzee en via de Where met de Beemster. Omdat de Purmer in open verbinding met zee stond was er, voor een middelgroot meer, veel oeverafslag door golven en stroming. Dit was, samen met het winnen van landbouwgrond een belangrijke reden voor inpoldering. De Purmer Ee was reeds in 1401 afgesloten door de Nieuwendam.
In 1618 is men begonnen met het droogmalen van het gebied. Volgens Jan Wagenaar is het karwei gestopt vanwege de heftigheid van de binnenlandse onlusten, inzake de godsdiensttwisten. In 1620 werd het malen hervat en in 1622 viel de 26,8 km² grote polder droog.
Voor de inpoldering bestond bij Ilpendam reeds de Nespolder, die binnen de Purmer kwam te liggen. De Nespolder is later gebruikt om veen af te graven.
Na de inpoldering zijn in de Purmer 19 buitenplaatsen gebouwd, waaronder Ilpenstein. Die zijn intussen allemaal verdwenen.
De oude verbindingen van de Purmer met de Zuiderzee en de Beemster bestaan nog steeds. Het zijn respectievelijk: De Purmer Ee (oude naam: Het Vuile Gat of Stinkevuil, langs Monnickendam) en de Where, die nu dwars door Purmerend stroomt.

## Indeling
Het meest landelijk is nog de bewoning van het zuidelijkste en het oostelijke deel. Dit vormt de Purmer, ook wel aangeduid als polderbuur of poldergemeenschap. Het is verdeeld over drie gemeenten, de gemeente Edam-Volendam, de gemeente Waterland en de gemeente Purmerend. De gemeente Waterland gebruikt ook wel de benaming De Purmer ter onderscheiding van het deel dat onder de gemeente Edam-Volendam valt. Diverse straten die in de Purmer liggen worden onderscheiden door aan de straatnaam een letter toe te voegen: E voor de gemeente Edam-Volendam, M (van Monnickendam) voor de gemeente Waterland, P voor Purmerend. Zo is er de "Oosterweg E" en "Oosterweg M".
Vanaf de inpoldering was de Purmer een landbouwgebied, maar het deel van het gebied ten westen van de Westerweg is heden ten dage sterk verstedelijkt door het naburige Purmerend, dat zijn naam aan de Purmer dankt (Het 'End' van de Purmer). De stad heeft twee woonwijken in de Purmer gebouwd, Purmer-Noord en Purmer-Zuid en industrieterrein De Baanstee. De Purmerbuurt is ingeklemd tussen de nieuwbouw van de stad Purmerend, het Purmerbos en de golfbaan waarop Golf Club BurgGolf Purmerend gevestigd is.

## Volksverhaal
Er is een volksverhaal over een zeemeermin die in de Purmer werd gevangen, het gebeurde in de grasmaand van 1403 na het verschijnen van een staartster. Door storm en onweer werd de zeemeermin vanuit de Zuiderzee in de Purmer geslagen en boerenmeiden uit Edam vonden haar. Er heeft een beeldje van een houten vrouwtje in de Purmerpoort gestaan en in een kerkvenster van Edam is de zeemeermin vereeuwigd. Haarlem wil haar hebben en ze leert spinnen onder de vrouwtiens en kan ook kruisjes slaan. Ze wordt als christenmens begraven.